# Janet Frame
Nene Janet Paterson Clutha, besser bekannt unter ihrem Pseudonym Janet Frame (* 28. August 1924 in Dunedin, Neuseeland; † 29. Januar 2004 ebenda), war eine neuseeländische Schriftstellerin.

## Leben
Sie wurde 1924 in Neuseeland als drittes von fünf Kindern eines Eisenbahnarbeiters geboren. In ihrer Familie häuften sich tragische Ereignisse. George, ihr Bruder, litt an einer schweren Epilepsie, zwei ihrer Schwestern, Myrtle und Isabelle, ertranken. Bei ihr selbst wurde fälschlicherweise Schizophrenie diagnostiziert, weshalb sie acht Jahre, von 1947 bis 1954, in Nervenheilanstalten verbrachte, wo sie mit 200 qualvollen Elektroschocks „therapiert“ wurde. Die Erinnerungen an diese Zeit verarbeitet sie 1961 in ihrem Roman „Gesichter im Wasser“ (Faces in the Water).
Nach der Entlassung lebte sie für einige Jahre (1955–1958) in einer primitiven Hütte auf dem Grundstück des befreundeten Schriftstellers Frank Sargeson, wo sie ihren ersten Roman „Wenn Eulen schrein“ (Owls do cry) schrieb. Auch erhielt sie Unterstützung aus dem von ihm gegründeten Förderverein The Frank Sargeson Trust, der Stipendien an talentierte neuseeländische Nachwuchsautoren vergibt.
1956 wurde Janet Frame ein Reisestipendium nach Europa gewährt. Dem Rat des Freundes Frank Sargeson folgend, der ihr nach der Entlassung aus der Psychiatrie in einer Gartenbaracke Zuflucht gewährt hatte, reiste sie von London über Paris und Barcelona nach Ibiza. Finanzielle Erwägungen waren ausschlaggebend für die Wahl der Destination. Die spanische Mittelmeerinsel wurde bis Neuseeland hin als der Geheimtipp eines kostengünstigen Künstlerparadieses gehandelt. Als innere Motivation für die Reise nennt Janet Frame wiederholt: ‘to broaden my experience’. Ihren Aufenthalt auf Ibiza beschreibt sie in ihrem autobiografischen Werk ‘The Envoy from Mirror City’, das sie 30 Jahre nach den tatsächlichen Ereignissen verfasste. Im März 1957 verließ sie die Insel, reiste über Barcelona nach Andorra. Nach dem Tod ihres Vaters kehrte sie 1963 nach Neuseeland zurück.
Sie schrieb insgesamt elf Romane, einige Kurzgeschichtensammlungen, eine Poesiesammlung und ihre Autobiographie Ein Engel an meiner Tafel (An Angel at my Table), die von Jane Campion 1990 verfilmt wurde. Im Jahr 2003 galt sie als eine Anwärterin auf den Literaturnobelpreis. Am 29. Januar 2004 starb sie im Alter von 79 Jahren an Leukämie.

## Werke
- The Mijo Tree by Janet Frame, Penguin Books 2013
- Dem neuen Sommer entgegen. Aus dem Englischen von Karin Nölle. C.H. Beck, München 2010, 
 ISBN 978-3-406-60520-8.
- Gesichter im Wasser. Aus dem Englischen von Kyra Stromberg und Monika Schlitzer. Piper, München/Zürich 1994, ISBN 3-492-02821-7.
- Ein Engel an meiner Tafel. Aus dem Englischen von Lilian Faschinger. Piper, München 1993, ISBN 3-492-11602-7.
- Auf dem Maniototo. Aus dem Englischen von Lilian Faschinger. Suhrkamp, Frankfurt am Main 1987, 
ISBN 3-518-01929-5.
- Am Rande des Alphabets. Aus dem Englischen von Ruth Malchow. Nannen, Hamburg 1963.
- Die Lagune. Aus dem Englischen von Ruth Malchow. Nannen, Hamburg 1962.
- Wenn Eulen schrein. Aus dem Englischen von Ruth Malchow. Nannen, Hamburg 1961.
  - Neuauflage: Suhrkamp Verlag, Frankfurt am Main 2002, ISBN 3-518-39910-1.
  - Neuauflage: überarbeitet von Karen Nölle. C. H. Beck Verlag, München 2012, ISBN 978-3-406-63001-9.

## Ehrungen und Auszeichnungen

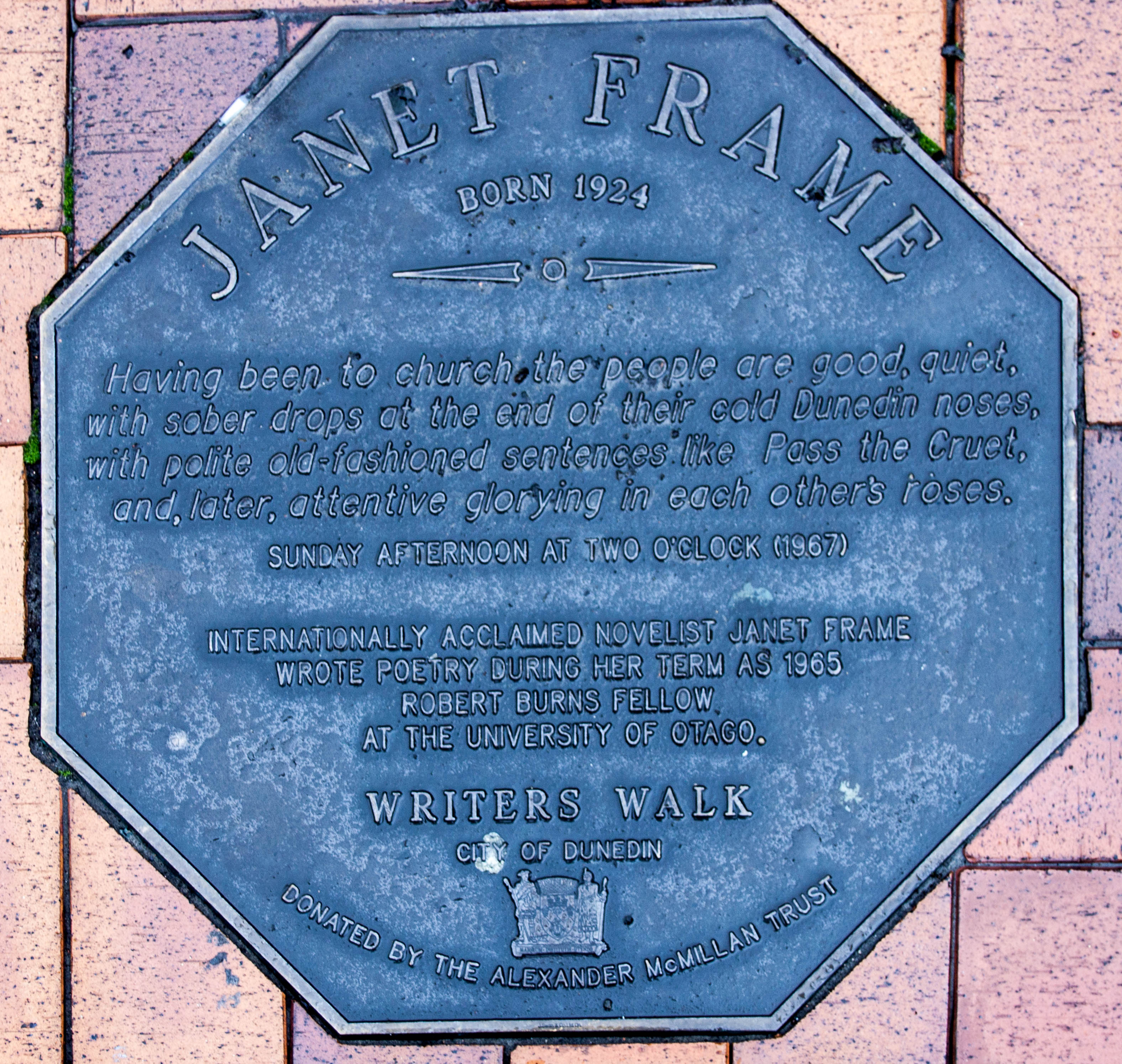
Gedenktafel für Janet Frame in Dunedin am zentralen Platz The Octagon

Gedenktafel für Janet Frame in Dunedin am Bahnhof Dunedin

Janet Frame erhielt zahlreiche Literaturpreise und andere Auszeichnungen:
- 1951: Hubert Church Prose Award (The Lagoon and other Stories)
- 1956: New Zealand Literary Fund Grant
- 1958: New Zealand Literary Fund Award for Achievement (Owls Do Cry)
- 1964: Hubert Church Prose Award (Scented Gardens for the Blind); New Zealand Literary Fund Scholarship in Letters.
- 1965: Robert Burns Fellowship, University of Otago, Dunedin, NZ
- 1967: Buckland Literary Award (The Reservoir and Other Stories/A State of Siege)
- 1969: New Zealand Literary Fund Award (The Pocket Mirror: Poems)
- 1971: Buckland Literary Award (Intensive Care); Hubert Church Prose Award. (Intensive Care)
- 1972: President of Honour: P.E.N. International New Zealand Centre, Wellington, NZ
- 1973: James Wattie Book of the Year Award (Daughter Buffallo)
- 1974: Hubert Church Prose Award (Daughter Buffallo); Winn-Manson Menton Fellowship.
- 1978: Honorary Doctor of Literature (D.Litt. Honoris Causa) University of Otago, Dunedin, NZ
- 1979: Buckland Literary Award (Living in the Maniototo)
- 1980: New Zealand Book Award for Fiction (Living in the Maniototo)
- 1983: Buckland Literary Award; Sir James Wattie Book of the Year Award (To the Is-Land); CBE (Commander, Order of the British Empire)
- 1984: Frank Sargeson Fellowship, University of Auckland, NZ
- 1984: New Zealand Book Award for Non-Fiction (An Angel at My Table); Sir James Wattie Book of the Year Award (An Angel at My Table); Turnovsky Prize for Outstanding Achievement in the Arts
- 1985: Sir James Wattie Book of the Year Award (The Envoy from Mirror City)
- 1986: New Zealand Book Award for Non-Fiction (The Envoy from Mirror City); Foreign Honorary Member: American Academy of Arts and Letters[4]
- 1989: Ansett New Zealand Book Award for Fiction; Commonwealth Writers Prize for Best Book (The Carpathians)
- 1990: ONZ (Member, Order of New Zealand)
- 1992: Honorary Doctor of Literature (D.Litt), University of Waikato, Hamilton, NZ
- 1994: Massey University Medal, Massey University, Palmerston North, NZ
- 2003: Arts Foundation of New Zealand Icon Artists; New Zealand Prime Minister’s Awards for Literary Achievement
- 2007: Montana Book Award for Poetry (The Goose Bath)